# Kustbevakningens grader i Sverige
Kustbevakningens grader i Sverige visar den hierarkiska ordningen i den svenska kustbevakningen, vilken är en civil myndighet som lyder under det svenska försvarsdepartementet. Myndigheten övervakar och kontrollerar sjötrafiken och fisket, värnar miljön och hjälper människor till sjöss längs hela Sveriges kust samt i Mälaren och Vänern.

## Från 2015
| Grad/befattning                                                  | Gradbeteckning                   | Anmärkning                                                                         |
| ---------------------------------------------------------------- | -------------------------------- | ---------------------------------------------------------------------------------- |
| Generaldirektör                                                  | Tre stjärnor över en tjock galon |                                                                                    |
| Överdirektör                                                     | Två stjärnor över en tjock galon |                                                                                    |
| Kustbevakningsdirektör                                           | En stjärna över en tjock galon   |                                                                                    |
| Kustbevakningsöverinspektör Maskinchef ME                        | Fyra galoner                     | Anställd ej förordnad som kustbevakningstjänsteman bär lila kläde mellan galonerna |
| Förste kustbevakningsinspektör Förste maskinist ME Maskinchef MD | Tre galoner                      | Anställd ej förordnad som kustbevakningstjänsteman bär lila kläde mellan galonerna |
| Kustbevakningsinspektör                                          | Två och en halv galon            |                                                                                    |
| Förste kustuppsyningsman Maskinist MC                            | Två galoner                      | Anställd ej förordnad som kustbevakningstjänsteman bär lila kläde mellan galonerna |
| Kustuppsyningsman                                                | En och en halv galon             |                                                                                    |
| Kustbevakningsassistent                                          | En galon                         |                                                                                    |
| Lc-operatör                                                      | En halv galon                    |                                                                                    |
| Kustbevakningsaspirant Matros Kocksteward                        | ingen galon                      |                                                                                    |

Källa: 

## 2009-2015
| Grad                           | Befattning | Anmärkning                                                          |
| ------------------------------ | --- | ------------------------------------------------------------------- |
| Generaldirektör                | Myndighetschef |                                                                     |
| Överdirektör                   | Ställföreträdande myndighetschef |                                                                     |
| Kustbevakningsdirektör         | Regionchef Chef för Kustbevakningsflyget Chef för räddningstjänstavdelningen Chef för sjöövervakningsavdelningen Chef för tekniska avdelningen |                                                                     |
| Kustbevakningsöverinspektör    | Stabschef Ställföreträdande avdelningschef |                                                                     |
| Förste kustbevakningsinspektör | Stationschef Befälhavare Handläggare | Endast vissa befälhavare Handläggare med mer än tre års anställning |
| Kustbevakningsinspektör        | Befälhavare Styrman Maskinchef Förste maskinist Regioninspektör Handläggare                                                                    |                                                                     |
| Kustbevakningsassistent        | Kustbevakare | Efter genomförd grundutbildning                                     |
| Kustuppsyningsman              | Kustbevakare under utbildning | Under den praktiska delen av utbildningen                           |
| Kustbevakningsaspirant         | Kustbevakare under utbildning | Under den teoretiska delen av utbildningen                          |

Källa: 